# Torre Iberdrola
La Torre Iberdrola è un grattacielo alto 165 metri situato a Bilbao in Spagna. La sua costruzione è iniziata il 19 marzo del 2007 e l'edificio è stato completato nel 2011. Progettata dall'architetto César Pelli, l'inaugurazione ufficiale è stata presieduta dal re Juan Carlos il 21 febbraio 2012.

## Caratteristiche
Questo grattacielo è il sostituto della 'Foral Tower'. Un progetto con caratteristiche simili, progettato per riunire nello stesso edificio tutti gli uffici che il Consiglio Provinciale di Vizcaya ha distribuiti in tutta la città, è stato cancellato nel 2003 a causa del suo alto costo.
Il suo architetto è l'argentino César Pelli, specializzato in architettura verticale, autore delle Torri Petronas di Kuala Lumpur (452 metri) o della Torre de Cristal di Madrid (249,5 metri), il secondo grattacielo più alto in Spagna o ancora della Torre UniCredit di Milano che con 231 metri di altezza alla sommità della Guglia è il grattacielo più alto d'Italia.
La torre è alta 165 metri e si sviluppa su 41 piani e 50.000 m², a forma di triangolo isoscele e con lati leggermente curvi. Si trova nel quartiere di Abando, dove si trova la maggior parte degli edifici adibiti a uffici della città.
La torre è interamente occupata da uffici, dal momento che dal 17 ottobre 2008 la partecipazione azionaria dell'edificio è variata. In primo luogo, con l'acquisto da parte di Iberdrola del 50% di proprietà della società di costruzioni 'Promotora Vizcaína', raggiungendo così il 100% dell'edificio e successivamente vendendo il 33% alla banca di risparmio BBK di Biscaglia. In questo modo, il progetto di installazione di un hotel a 4 stelle della catena Abba nei primi sei piani del grattacielo è totalmente annullato. Il resto del progetto è rimasto invariato, con dieci stabilimenti in cui è installato Iberdrola , e in cui ha sede centrale, e il resto è commercializzato come uffici in affitto.
Alla fine del 2009, l'edificio divenne il più alto della città, superando la Torre del Banco de Vizcaya di 88 metri di altezza, così come la sua comunità autonoma , superando la Torre BEC di 98 metri.